# Bischof (Bayerische Voralpen)
Der Bischof ist ein 2033 m ü. NHN hoher Gipfel der Bayerischen Voralpen.
Er liegt im westlichsten Teil der Bayerischen Voralpen im Estergebirge bei Garmisch-Partenkirchen.
Der übliche Anstieg führt von Oberau über den Oberauer Steig zum Sattel zwischen Bischof und Hohem Fricken und weiter über den Westrücken auf guten Spuren durch die Latschen auf den Gipfel (insgesamt ca. 3,5 Stunden im Aufstieg).

## Namensherkunft
Die Herkunft des Namens ist nicht eindeutig geklärt. Eine Theorie besagt, dass der Berg aufgrund seiner einer Bischofshaube ähnlichen Form so benannt wurde. Laut einer anderen Theorie leitet sich der Name von einer Familie mit dem Nachnamen Bischof ab, die in früherer Zeit dort eventuell Weide-, Holz- oder Bergbaurechte besaß.